# Indigofera capitata
Indigofera capitata là một loài thực vật có hoa trong họ Đậu. Loài này được Kotschy miêu tả khoa học đầu tiên.